# Solpuga atriceps
Solpuga atriceps är en spindeldjursart som beskrevs av Lawrence 1949. Solpuga atriceps ingår i släktet Solpuga och familjen Solpugidae. Inga underarter finns listade i Catalogue of Life.